# 江弘濟
江弘濟（1425年—？），字本深，浙江開化縣人，明朝政治人物。同進士出身。

## 生平
應天府鄉試第一百七十名。成化二年（1466年）丙戌科會試第二百六十四名，殿試登進士第三甲第六十六名。授清丰知县。
曾祖父江濬，曾任元朝議。祖父江珊。父亲江廉，曾任教授。